# Oreolalax longmenmontis
Oreolalax longmenmontis — вид жаб родини азійських часничниць (Megophryidae). Описаний у 2020 році.

## Назва
Видова назва О. longmenmontis вказує на гори Лунменьшань, де знайдено вид.

## Поширення
Ендемік Китаю. Відомий лише у типовому місцезнаходженні — Національний природний заповідник Біла Річка, поблизу міста Пенчжоу в провінції Сичуань на півдні країни. Типові зразки зібрані на висоті 1335 м над рівнем моря. Мешкає у субтропічних вічнозелених широколистяних лісах і часто зустрічається біля ставків у гірських струмках.